# Linn Warme
Linn Warme, född 1988 i Västerås, är en svensk mönsterdesigner, illustratör och textilkonstnär. Linn Warme är utbildad vid HDK-Valand i Göteborg med en kandidat examen i Textilkonst, samt en masterexamen inom Textil design från Textilhögskolan i Borås.
Linn är dotter till Västerås grafikern & konstnären Catharina Warme-Hellström.
Linn Warme har arbetat som design assistent på Lindex (2018 – 2019) och Gudrun Sjödén (2019 – 2021).

## Utställningar i urval
- Återvändarna, Grupputställning, Västerås Konsthall, 2020[3]
- Den Besjälade Naturen, Grupputställning, Deiglan Gallery, Reykjavik, Island, 2018[4]

## Utmärkelser
- FESPA Printeriors Design Competition, 2018[5]
- Ung Svensk Form & ASKUL Stipendium, 2017[6]
- Västerås stads kulturstipendium, 2014[7]